# Joseph Fugger von Glött

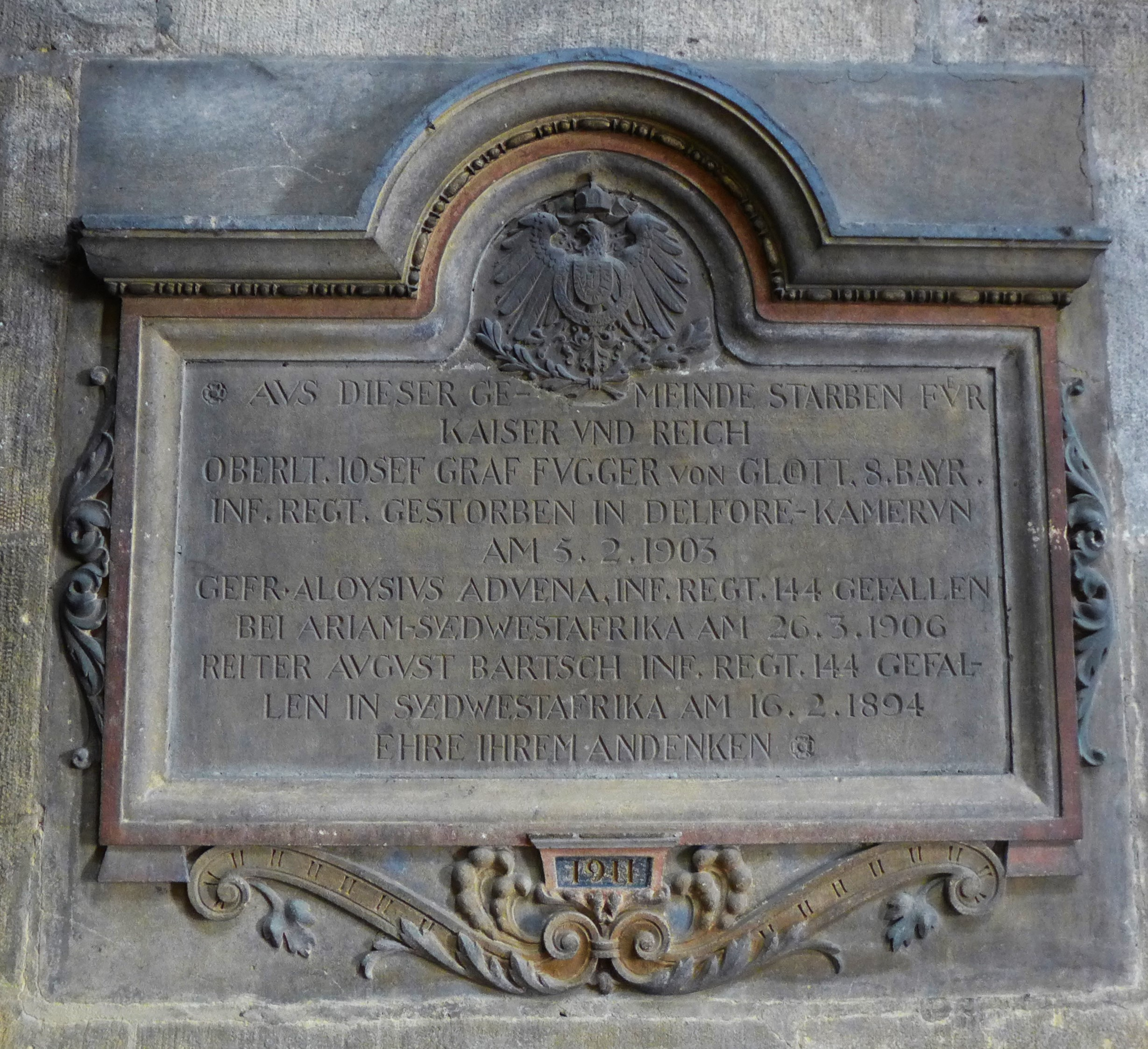
Metzer Dom, Gedenktafel für Joseph Max Karl Maria Graf Fugger von Glött aus dem Jahr 1911 am Eingang der Karmelkapelle

Joseph Max Karl Maria Graf Fugger von Glött (* 30. Oktober 1869 in Blumenthal; † 5. Februar 1903 in Maroua) war ein deutscher Offizier der Kaiserlichen Schutztruppe und Leiter der deutschen Verwaltung in Adamaua.

## Leben
Graf Fugger-Glött absolvierte das bayerische Kadettenkorps und wurde 1889 als Portepeefähnrich im bayerischen Infanterie-Leibregiment angestellt, wo er 1891 zum Sekondeleutnant avancierte. 1895 schied er aus der Bayerischen Armee aus und wurde bei der Schutztruppe für Deutsch-Ostafrika angestellt. Im November 1898 trat er in bayerische Militärdienste zurück. Im März 1899 wurde er zum Oberleutnant befördert. Ende November des Jahres wechselte er erneut zur Schutztruppe in Deutsch-Ostafrika und wurde im Juni 1902 zur Schutztruppe für Kamerun versetzt.
In Kamerun wurde er als Resident der neugeschaffenen Residentur Adamaua eingesetzt. Auf Anweisung von Gouverneur Jesko von Puttkamer sollte er die deutschen Truppen aus dem Gebiet nördlich des Benue zurückziehen und lediglich in Garoua einen Beobachtungsposten halten. Fugger versuchte entgegen dieser Anweisung, die Demilitarisierung des äußersten Nordens so lange wie möglich zu verzögern. Eine entsprechende Direktive aus der Kolonialabteilung gab ihm nachträglich Recht. In der Verwaltung konnte er letztlich keine Akzente mehr setzen. Er wurde bald nach seinem Amtsantritt durch den Pulo Bakari aus Delfore ermordet. Seine letzte Ruhestätte fand er auf dem Marktplatz von Maroua. Fuggers Tod löste seitens der provisorischen Truppenführung in Nordkamerun Vergeltungsakte aus. Unter anderem wurde der Polizeichef von Maroua wegen angeblicher Mitwisserschaft durch ein Standgericht zum Tod verurteilt. Eine genaue Darstellung der Ursachen und Vorgänge um den Tod von Graf Fugger-Glött gibt Walter Nuhn in seiner Abhandlung Kamerun unter dem Kaiseradler. Allerdings wird dort mit dem 15. Februar 1903 ein falsches Todesdatum genannt.